# Awbere
Awbere, także Āwuberē – miasto we wschodniej Etiopii. Położone w Strefie Dżidżiga Regionu Somali, na wysokości 1551 m n.p.m., blisko granicy z Somalią. Przez miasto przebiega droga łącząca miasto Dżidżiga z morzem. Jest ośrodkiem administracyjnym woredy Awbere. Według danych szacunkowych na rok 2010 liczy 42 758 mieszkańców.